# Intuition
Intuition anvendes i to betydninger, hvorimellem der ikke altid skelnes klart. Dels til at betegne en form for direkte indblik uden mellemled eller tænkning, dels betegnende en direkte, højere form for erkendelse af en skjult sammenhæng i universet, en åndelig indsigt i tingenes væsen.
Intuitionisme er en filosofisk retning, der er grundlagt af Henri Bergson. Bergsons bøger omhandler hukommelsen, instinktet og det tillærte. Hans forfatterskab ligger på grænsen mellem videnskab, filosofi og mystik. Ligesom Maeterlincks forfatterskab kan Bergsons forstås som et opgør med den positivistiske holdning, der i slutningen af det nittende århundrede stillede menneskeheden i udsigt at religion og tro efterhånden bliver overflødiggjort til fordel for såkaldt positiv viden.
I engelsksprogede tekster bruges "intuition" undertiden i betydningen "hvad man umiddelbart tror, men som måske ikke er sandt." For eksempel er det et lille barns intuition, at jorden er flad, for det er det, barnet umiddelbart oplever.